# Angela Mao
Angela Mao (20 de septiembre de 1950) es una actriz de cine de artes marciales taiwanesa, ya retirada; también conocida como Mao Ying, Angela Mao Ying o Mao Fu Ying. Recibió el apodo de Lady Kung Fu.

## Biografía
Nace en Taiwán, aunque su familia provenía de China continental, sus padres emigraron a la isla tras el triunfo de la revolución china en 1949. Maestra de hapkido, taekwondo y kung fu.
Debuta en el cine en 1969, pero su año triunfal es 1972 cuando protagoniza dos películas con las que salta al estrellato del cine de artes marciales: Hapkido y, sobre todo, Lady Whirlwind, ambas junto a Sammo Hung. Mao siempre sería recordada como Lady Whirlwind.
En 1973, Angela Mao participa en la mítica Operación Dragón, junto a Bruce Lee, como la hermana de éste. Un año después, protagoniza The Shrine of ultimate bliss, junto al exagente 007 George Lazenby.
En 1974 se casa y dos años después (1976) tiene su primer hijo, con lo que Mao empieza a alejarse del cine hasta retirarse definitivamente en 1992.

## Filmografía
- The Angry River (1970) - Lan Feng
- Thunderbolt (1970)
- The Invincible Eight (1971)
- Deadly China Doll (1972) - Hei Lu
- Hapkido (1972) - Yu Ying
- Lady Whirlwind (1972) - Miss Tien
- Operación Dragón (1973) - Su Lin
- Back Alley Princess (1973) - Ying
- Sting of the Dragon Masters (1973) - Wan Ling-ching
- The Two Great Cavaliers (1973)
- The Fate of Lee Khan (1973)
- Naughty! Naughty! (1974)
- The Shrine of Ultimate Bliss (1974) - Angela Li Shou-Hua
- The Invincible Kung Fu Trio (1974)
- The Tournament (1974)
- The Himalayan (1975)
- Return of the Chinese Boxer (1975)
- International Assassins (1976) - Queen of Cambodia
- Lady Karate (1976)
- Duel with the Devils (1977) - Chu
- Invincible (1976)
- The Eternal Conflict (1976) - Fei Fei
- Duels in the Desert (1977)
- Broken Oath (1977) - Lotus Lin
- The Damned (1978)
- The Lady Constables (1978)
- Iron Maiden (1978) - Chin Lun
- Scorching Sun, Fierce Wind, Wild Fire (1978)
- Return of the Tiger (1979)
- Snake Deadly Act (1979) - Brothel Madam
- Flying Masters of Kung Fu (1979)
- Moonlight Sword and Jade Lion (1981)
- The Stunning Gambling (1982)
- Ninja, the Violent Sorcerer (1982) (cameo) - Anna
- Book and Sword Chronicles (TV series) (1984) - Luo Bing
- Eastern Condors (1987)
- Devil Dynamite (1987)
- Ghost Bride (1992)